# Валерио, Альберто
Альберто Валерио (порт. Alberto Valerio, родился 6 сентября 1985 года) — бразильский автогонщик.

## Карьера

### Формула-3
Валерио принял участие в чемпионате Южноамериканской Формулы-3 с 2003 по 2005, выиграл титул в последний год участия в серии. В 2006 он перешёл в британский чемпионат, финишировал на одиннадцатом месте в чемпионате. В 2007 он перешёл в команду Carlin Motorsport и улучшил по сравнению с предыдущим годом результаты и занял восьмое место.

### Формула-Рено
В 2004 и 2005 Валерио принимал участие в некоторых этапах Бразильской Формулы-Рено. В 2006 и 2007, он принял участие в четырёх гонках более престижной Мировой Серии Рено.

### GP2
На сезон 2008 Валерио заключил контракт с Durango на основную серию GP2 и первый сезон GP2 Asia. Он попадал в аварии в трёх гонках вплоть до этапа в Монако, лидирующий в чемпионате Лукас Ди Грасси в интервью ITV4 заявил, что он всегда попадает в аварии. Он закончил сезон на 26 месте без очков.
Валерио вернулся в GP2 Asia, начиная со второго этапа сезона 2008-09, заменив Джакомо Риччи в команде Trident Racing., но в итоге его на третьем этапе заменил Франки Провенцано.
В 2009 он вернулся в основную серию GP2, но теперь выступает за команду Piquet GP вместе с Ролданом Родригесом. На этапе в Сильверстоуне Валерио одержал свою первую победу не только в GP2, но и первую за всё время выступления в европейских сериях.

## Результаты выступлений

### Гоночная карьера
| Сезон   | Серия                      | Команда             | Гонки | Поулы | Победы | Очки | Место |
| ------- | -------------------------- | ------------------- | ----- | ----- | ------ | ---- | ----- |
| 2003    | Южноамериканская Формула-3 | Dragão Motorsport   | 4     | 0     | 0      | 11   | 18    |
| 2004    | Южноамериканская Формула-3 | Cesário Junior      | 18    | 0     | 0      | 58   | 6     |
| 2004    | Бразильская Формула-Рено   | Dragão Motorsport   | 3     | 0     | 0      | 0    | НКЛ   |
| 2005    | Южноамериканская Формула-3 | Cesário F3          | 18    | 4     | 4      | 113  | 1     |
| 2005    | Бразильская Формула-Рено   | Cesário FRenault    | 4     | 0     | 0      | 22   | 15    |
| 2006    | Британская Формула-3       | Cesário Formula UK  | 22    | 0     | 0      | 42   | 11    |
| 2006    | Мировая Серия Рено         | EuroInternational   | 2     | 0     | 0      | 0    | НКЛ   |
| 2007    | Британская Формула-3       | Carlin Motorsport   | 20    | 0     | 0      | 114  | 8     |
| 2007    | Мировая Серия Рено         | Victory Engineering | 2     | 0     | 0      | 0    | НКЛ   |
| 2007    | Формула-3 Мастерс          | Victory Engineering | 1     | 0     | 0      | Н/Д  | 29    |
| 2008    | GP2                        | Durango             | 20    | 0     | 0      | 0    | 26    |
| 2008    | GP2 Asia                   | Durango             | 10    | 0     | 0      | 2    | 19    |
| 2008-09 | GP2 Asia                   | Trident Racing      | 1     | 0     | 0      | 0    | 37    |
| 2009    | GP2                        | Piquet GP           | 20    | 0     | 1      | 16   | 15    |
| 2009    | Мировая Серия Рено         | Comtec Racing       | 2     | 0     | 0      | 0    | 36    |
| 2009-10 | GP2 Asia                   | Scuderia Coloni     | 2     | 0     | 0      | 0    | 32    |
| 2010    | GP2                        | Scuderia Coloni     | 14    | 0     | 0      | 4    | 22    |

### Результаты выступлений в серии GP2
| Легенда к таблице |                                                                    |
| --- | ------------------------------------------------------------------ |
| В таблице перечислены результаты всех гонок, в которых принимал участие гонщик. Строками таблицы являются сезоны, столбцами — этапы соревнований. В каждой клетке указаны сокращённое название этапа и результат, дополнительно обозначенный цветом. Расшифровка обозначений и цветов представлена в нижеследующей таблице. |                                                                    |
| \| Пример \| Описание \| \| ------------ \| ------------------------------------------------------------------ \| \| 1 \| Победитель \| \| 2 \| Второе место \| \| 3 \| Третье место \| \| 5 \| Финишировал, заработав очки \| \| Сход \| Не финишировал, но при этом заработал очки \| \| 12 \| Финишировал, не получив очков \| \| НКЛ \| Финишировал, но не попал в финальную классификацию \| \| 15 \| Участвовал вне зачёта, либо по отдельной классификации \| \| 18 \| Не финишировал, но попал в финальную классификацию \| \| Сход \| Не финишировал \| \| НКВ \| Не прошёл квалификацию \| \| НПКВ \| Не прошёл предквалификацию \| \| ДСК \| Дисквалифицирован \| \| ИСК \| Исключён из протокола соревнований \| \| ТТ \| Заявлен для участия только в тренировках \| \| НС \| Участвовал в квалификации, но не стартовал в гонке \| \| Т \| Травмирован или болен \| \| ОТК \| Отказ от участия \| \| НТР \| Прибыл на соревнования, но на трассу не выезжал \| \| НПР \| Был заявлен в числе участников, но не прибыл к началу соревнований \| \| О \| Соревнования отменены \| \| \| Не участвовал \| \| Поул-позиция \| \| \| Быстрый круг \| \| |                                                                    |
| Пример | Описание                                                           |
| 1 | Победитель                                                         |
| 2 | Второе место                                                       |
| 3 | Третье место                                                       |
| 5 | Финишировал, заработав очки                                        |
| Сход | Не финишировал, но при этом заработал очки                         |
| 12 | Финишировал, не получив очков                                      |
| НКЛ | Финишировал, но не попал в финальную классификацию                 |
| 15 | Участвовал вне зачёта, либо по отдельной классификации             |
| 18 | Не финишировал, но попал в финальную классификацию                 |
| Сход | Не финишировал                                                     |
| НКВ | Не прошёл квалификацию                                             |
| НПКВ | Не прошёл предквалификацию                                         |
| ДСК | Дисквалифицирован                                                  |
| ИСК | Исключён из протокола соревнований                                 |
| ТТ | Заявлен для участия только в тренировках                           |
| НС | Участвовал в квалификации, но не стартовал в гонке                 |
| Т | Травмирован или болен                                              |
| ОТК | Отказ от участия                                                   |
| НТР | Прибыл на соревнования, но на трассу не выезжал                    |
| НПР | Был заявлен в числе участников, но не прибыл к началу соревнований |
| О | Соревнования отменены                                              |
| | Не участвовал                                                      |
| Поул-позиция |                                                                    |
| Быстрый круг |                                                                    |

| Год  | Команда   | 1        | 2          | 3          | 4          | 5          | 6          | 7        | 8        | 9          | 10       | 11         | 12       | 13       | 14       | 15         | 16       | 17         | 18         | 19         | 20       | ЛЗ | Очки |
| ---- | --------- | -------- | ---------- | ---------- | ---------- | ---------- | ---------- | -------- | -------- | ---------- | -------- | ---------- | -------- | -------- | -------- | ---------- | -------- | ---------- | ---------- | ---------- | -------- | -- | ---- |
| 2008 | Durango   | ИСП 1 13 | ИСП 2 Сход | ТУЦ 1 18   | ТУЦ 2 7    | МОН 1 Сход | МОН 2 Сход | ФРА 1 18 | ФРА 2 17 | ВЕЛ 1 21   | ВЕЛ 2 9  | ГЕР 1 9    | ГЕР 2 15 | ВЕН 1 НС | ВЕН 2 17 | ЕВР 1 Сход | ЕВР 2 12 | БЕЛ 1 Сход | БЕЛ 2 Сход | ИТА 1 12   | ИТА 2 15 | 26 | 0    |
| 2009 | Piquet GP | ИСП 1 15 | ИСП 2 13   | МОН 1 Сход | МОН 2 Сход | ТУЦ 1 4    | ТУЦ 2 6    | ВЕЛ 1    | ВЕЛ 2 7  | ГЕР 1 Сход | ГЕР 2 17 | ВЕН 1 Сход | ВЕН 2 21 | ЕВР 1 17 | ЕВР 2 10 | БЕЛ 1 Сход | БЕЛ 2 12 | ИТА 1 Сход | ИТА 2 11   | АЛГ 1 Сход | АЛГ 2 7  | 15 | 16   |

#### Результаты выступлений в GP2 Asia
| Легенда к таблице |                                                                    |
| --- | ------------------------------------------------------------------ |
| В таблице перечислены результаты всех гонок, в которых принимал участие гонщик. Строками таблицы являются сезоны, столбцами — этапы соревнований. В каждой клетке указаны сокращённое название этапа и результат, дополнительно обозначенный цветом. Расшифровка обозначений и цветов представлена в нижеследующей таблице. |                                                                    |
| \| Пример \| Описание \| \| ------------ \| ------------------------------------------------------------------ \| \| 1 \| Победитель \| \| 2 \| Второе место \| \| 3 \| Третье место \| \| 5 \| Финишировал, заработав очки \| \| Сход \| Не финишировал, но при этом заработал очки \| \| 12 \| Финишировал, не получив очков \| \| НКЛ \| Финишировал, но не попал в финальную классификацию \| \| 15 \| Участвовал вне зачёта, либо по отдельной классификации \| \| 18 \| Не финишировал, но попал в финальную классификацию \| \| Сход \| Не финишировал \| \| НКВ \| Не прошёл квалификацию \| \| НПКВ \| Не прошёл предквалификацию \| \| ДСК \| Дисквалифицирован \| \| ИСК \| Исключён из протокола соревнований \| \| ТТ \| Заявлен для участия только в тренировках \| \| НС \| Участвовал в квалификации, но не стартовал в гонке \| \| Т \| Травмирован или болен \| \| ОТК \| Отказ от участия \| \| НТР \| Прибыл на соревнования, но на трассу не выезжал \| \| НПР \| Был заявлен в числе участников, но не прибыл к началу соревнований \| \| О \| Соревнования отменены \| \| \| Не участвовал \| \| Поул-позиция \| \| \| Быстрый круг \| \| |                                                                    |
| Пример | Описание                                                           |
| 1 | Победитель                                                         |
| 2 | Второе место                                                       |
| 3 | Третье место                                                       |
| 5 | Финишировал, заработав очки                                        |
| Сход | Не финишировал, но при этом заработал очки                         |
| 12 | Финишировал, не получив очков                                      |
| НКЛ | Финишировал, но не попал в финальную классификацию                 |
| 15 | Участвовал вне зачёта, либо по отдельной классификации             |
| 18 | Не финишировал, но попал в финальную классификацию                 |
| Сход | Не финишировал                                                     |
| НКВ | Не прошёл квалификацию                                             |
| НПКВ | Не прошёл предквалификацию                                         |
| ДСК | Дисквалифицирован                                                  |
| ИСК | Исключён из протокола соревнований                                 |
| ТТ | Заявлен для участия только в тренировках                           |
| НС | Участвовал в квалификации, но не стартовал в гонке                 |
| Т | Травмирован или болен                                              |
| ОТК | Отказ от участия                                                   |
| НТР | Прибыл на соревнования, но на трассу не выезжал                    |
| НПР | Был заявлен в числе участников, но не прибыл к началу соревнований |
| О | Соревнования отменены                                              |
| | Не участвовал                                                      |
| Поул-позиция |                                                                    |
| Быстрый круг |                                                                    |

| Год     | Команда        | 1       | 2       | 3          | 4          | 5          | 6        | 7          | 8        | 9        | 10       | 11    | 12    | Место | Очки |
| ------- | -------------- | ------- | ------- | ---------- | ---------- | ---------- | -------- | ---------- | -------- | -------- | -------- | ----- | ----- | ----- | ---- |
| 2008    | Durango        | ОАЭ 1 9 | ОАЭ 2 5 | ИНЗ 1 Сход | ИНЗ 2 Сход | МАЗ 1 Сход | МАЗ 2 17 | БАХ 1 Сход | БАХ 2 17 | ОАЭ 1 13 | ОАЭ 2 15 |       |       | 19    | 2    |
| 2008-09 | Trident Racing | КИТ 1   | КИТ 2   | ОАЭ 1 16   | ОАЭ 2 О    | БАХ 1      | БАХ 2    | КАТ 1      | КАТ 2    | МАЗ 1    | МАЗ 2    | БАХ 1 | БАХ 2 | 37    | 0    |